# Elezioni presidenziali in Messico del 1934
Le elezioni presidenziali in Messico del 1934 si tennero il 1º luglio e videro la schiacciante vittoria dell'ex generale, ex Governatore del Michoacán ed ex Segretario degli Interni Lázaro Cárdenas del Río.
Tale elezione sancì di fatto la fine del periodo cosiddetto "Maximato", iniziato nel 1928 dopo l'assassinio di Álvaro Obregón.

## Risultati
| Candidati                 | Partiti                                                | Voti      | %     |
| ------------------------- | ------------------------------------------------------ | --------- | ----- |
| Lázaro Cárdenas del Río   | Partito Nazionale Rivoluzionario                       | 2 225 000 | 98,19 |
| Antonio Irineo Villarreal | Confederazione Rivoluzionaria dei Partiti Indipendenti | 24 395    | 1,08  |
| Adalberto Tejeda Olivares | Partiti Socialisti di Sinistra                         | 16 037    | 0,71  |
| Hernán Laborde            | Partito Comunista Messicano                            | 539       | 0,02  |
| Totale                    | Totale                                                 | 2 265 971 | 100   |